# Opération Provide Hope

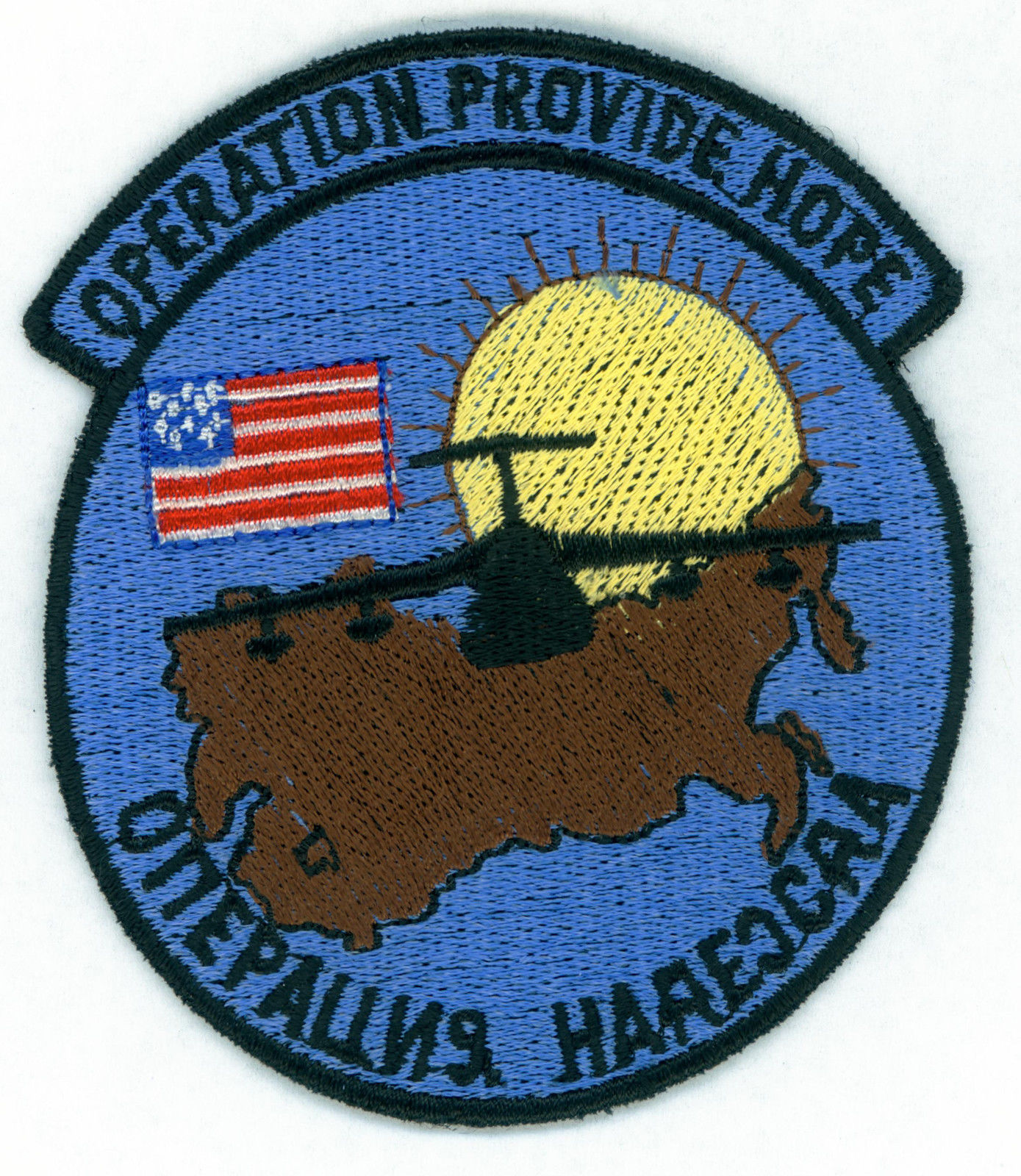
Badge non-officiel de l'opération Provide Hope.

Opération Provide Hope est le nom de code donné à plusieurs opérations humanitaires des forces armées des États-Unis destinées aux États créés après la dislocation de l'URSS à partir de 1992. Ce programme humanitaire et médical lancé par le département d'État des États-Unis est soutenu par le département de la Défense et des organismes privés.

## Généralités
L'opération fut annoncée par le secrétaire d'État James A. Baker, III le 22 janvier 1992 dans le cadre d'une conférence internationale destinée à aider ces pays réunis alors dans la Communauté des États indépendants.
Richard Lee Armitage du département d'État et le docteur Robert K. Wolthuis du département de la Défense ont travaillé ensemble pour déterminer les destinations des cargaisons, qui seraient transportées par avion pour gagner du temps. Armitage et Wolthuis voulaient que la plupart des secours soient acheminés vers les hôpitaux, les écoles, les orphelinats, les refuges communautaires et les centres pour personnes âgées.
D'autres nations comme les autres membres du G7, la Corée du Sud, l'Arabie saoudite ou l'Argentine ont participé financièrement et/ou matériellement à l'aide internationale accordée à ces nouveaux États. Les États-Unis ont au total donné 28 milliards de dollars américains entre 1992 et 2008 aux 12 pays de l'ancienne Union soviétique (hors Pays baltes) dans le cadre de plusieurs programmes.
En 2011, le département d'État des États-Unis a décidé de stopper le financement de l'opération à la fin de l'année fiscale 2014.

## Communauté des États indépendants

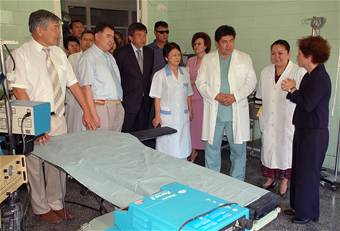
Marie Yovanovitch, ambassadrice des États-Unis au Kirghizistan et le personnel du centre national d'oncologie de Bishkek avec du matériel fourni par le 376th Expeditionary Medical Group de la base aérienne de Manas en 2007.

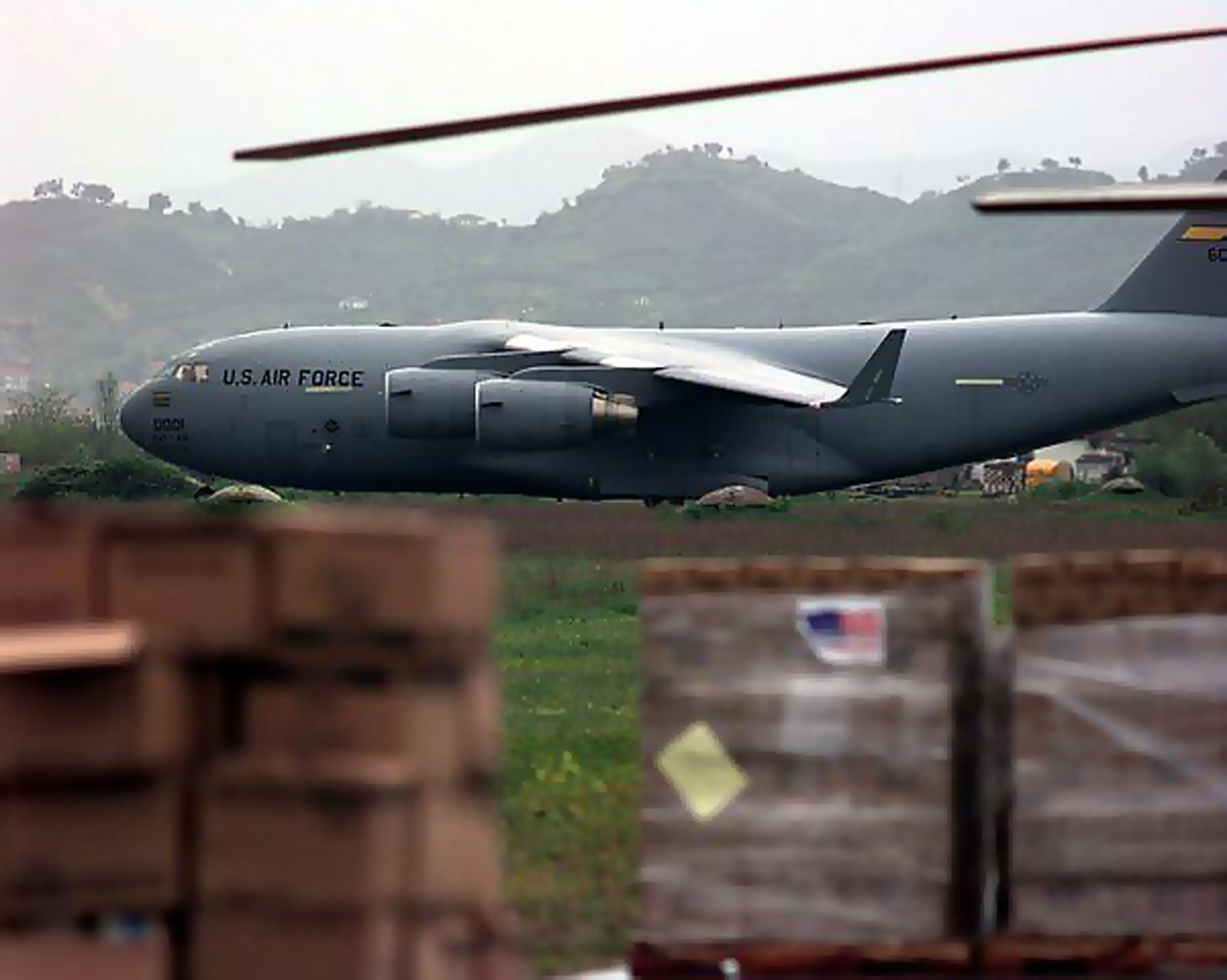
Un McDonnell Douglas C-17 Globemaster III décollant de la base aérienne de Charleston pour l'Albanie dans le cadre d'une version locale de Provide Hope.

L'opération Provide Hope I est coordonnée par l'United States Naval Forces Europe pour fournir du matériel médical aux anciennes Républiques soviétiques après la disparition de l'URSS et le premier chargement américain fut envoyé le 10 février 1992 à Bichkek au Kirghizistan,.
Un total de 19 missions assurées par des C-5 et 46 par des C-141 décollant de trois bases de l'United States Air Forces in Europe pendant les 17 jours de Provide Hope I, Rhein-Main Air Base en Allemagne, la base d'Ankara et d'Incirlik en Turquie, délivrèrent 2 363 tonnes de marchandises dont 82 % d'aliments et 18 % de matériel médical à 24 sites de la Communauté des États indépendants durant la phase initiale. La plupart des cargaisons provenaient des surplus de la guerre du Golfe (1990-1991) et étaient stockées, à l'exception de 378 tonnes, à Pise en Italie et à Amsterdam aux Pays-Bas. Les fournitures médicales proviennent des dépôts du U.S. Army Medical Materiel Center – Europe (en) à Pirmasens en Allemagne et au Royaume-Uni. Sur ces 65 missions, 22 sont allées en Russie ; 7 chacun en Arménie et au Kazakhstan ; 5 en Ukraine ; 4 chacun au Turkménistan, à l'Azerbaïdjan, au Tadjikistan et à l'Ouzbékistan; 3 vols chacun au Kirghizistan et en Moldavie; et 2 en Biélorussie.
Après la phase initiale de livraison, la deuxième phase de l'opération consista à aider plus largement les anciennes Républiques soviétiques. Les vivres et le matériel médical soit plus de 17 300 tonnes furent convoyés par mer, terre et air à partir de l'Europe. Malgré un plus grand usage du transport de surface, Provide Hope II a comporté également de vastes missions de transport aérien, la plupart pilotées par l'USAF, mais certaines par des compagnies aériennes commerciales sous contrat. La partie du transport aérien de Provide Hope II comportait des missions spéciales de transport aérien. La première, transportée par un C-5 Galaxy, a livré 75 tonnes de nourriture et de médicaments à Moscou le 29 février. Un C-141 a transporté 12 palettes de médicaments et de fournitures médicales pesant 22 tonnes de la base de Rhein-Main AB en Allemagne à Minsk, en Biélorussie. Cinq jours plus tard, un autre C-141 a livré 14 tonnes de vivres et de fournitures médicales à Tbilissi en Géorgie, où des troubles internes avaient empêché les missions Provide Hope I. Sur les 165 vols de Provide Hope II et III entre la fin février 1992 et le mois de mai 1993, l'USAF a effectué 135 missions : 94 par C-141, 36 par C-5, 5 par Lockheed C-130 Hercules et 30 missions de transport aérien ont été effectuées par avions commerciaux.
L'opération Provide Hope IV a pris fin en septembre 1994.
L'opération Provide Hope V a eu lieu en juin 1997, à la fin de celle-ci, environ 500 missions de transport aérien ont eu lieu au total.
En tout, plus de 22 000 tonnes furent envoyées à 33 villes de l'ancienne Union Soviétique dont 5 500 tonnes par voie aérienne, l'USAF en transportant 4 000. La phase finale de l'opération a consisté à construire des hôpitaux ainsi qu'à fournir et former du personnel dans toute l'ancienne Union Soviétique
Après ces opérations massives, des vols plus espacés ont permis la livraison entre 1992 et 2012 de près de 318 millions de dollars de fournitures médicales.

### Moldavie

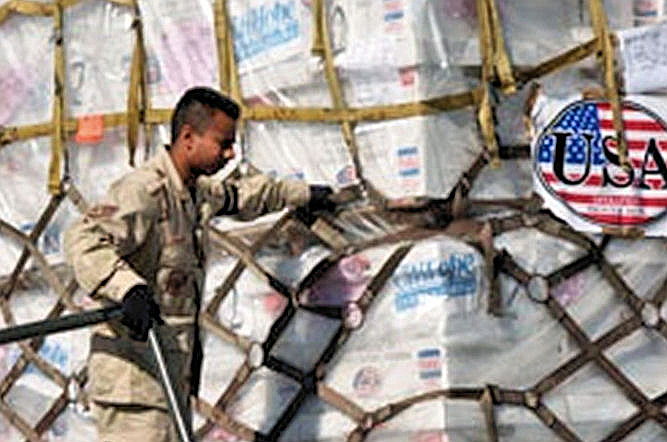
Matériel destiné à la Moldavie en 1999.

Le 86th Airlift Wing transporte du matériel médical en Moldavie de 1998 à 2000.

### Kirghizistan
Depuis 1993, le Kirghizistan bénéficie de ce programme. Début 2012, douze missions ont eu lieu pour, entre autres, la livraison pour 56 527 423 dollars de matériel médical provenant du département de la Défense.

### Haïti
En avril 2010, le commandement Sud (SOUTHCOM) des forces armées américaines a prononcé l’envoi d’une mission d’assistance humanitaire en Haïti. Cette armée sera dirigée par la Garde nationale de Louisiane et sera composée de 500 hommes, elle accompagnera de juin à septembre 2010, des travaux d’ingénierie et apportera une assistance médicale aux communautés sinistrées.